# Kosovica
Kosovica (en serbe cyrillique : Косовица) est un village de Serbie situé dans la municipalité d’Ivanjica, district de Moravica. Au recensement de 2011, il comptait 160 habitants.
L'église Saint-Nicolas de Kosovica a été construite au milieu du XIXe siècle sur les fondations d'une église médiévale ; elle conserve une icône représentant le Christ ainsi qu'un crucifix qui proviennent de l'iconostase de l'ancienne église.

## Démographie
| 1948 | 1953 | 1961 | 1971 | 1981 | 1991 | 2002 | 2011 |
| ---- | ---- | ---- | ---- | ---- | ---- | ---- | ---- |
| 813  | 860  | 824  | 661  | 473  | 336  | 240  | 160  |

|  |